# Wishing (If I Had a Photograph of You)
Wishing (If I Had a Photograph of You) is een single van de Britse band A Flock of Seagulls. Het is de eerste single van hun tweede studioalbum Listen uit 1982. Op 20 oktober dat jaar werd het nummer op single uitgebracht.

## Achtergrond
De synthpop plaat, welke gaat over een man die zich eenzaam voelt na het verlaten van zijn vrouw, werd in diverse landen een hit. In thuisland het Verenigd Koninkrijk was de single goed voor een 10e positie in de UK Singles Chart, de 6e positie in Ierland en een 8e positie in Zuid-Afrika. In Frankrijk werd zelfs de nummer 1-positie bereikt.
In Nederland werd de plaat ol maandag 1 november 1982 door dj Frits Spits en producer-invaller Tom Blomberg in het radioprogramma De Avondspits verkozen tot de 219e NOS Steunplaat van de week op Hilversum 3 en werd een radiohit op de nationale publieke popzender. De plaat bereikte vreemd genoeg de Nederlandse Top 40 niet, wél werd de 8e positie in de Tipparade bereikt. In de Nationale Hitparade werd de 44e positie bereikt en de plaat piekte op de 35e positie in de TROS Top 50. In de Europese hitlijst op Hilversum 3, de TROS Europarade, werd géén notering behaald.
In België werden zowel de voorloper van de Vlaamse Ultratop 50 als de Vlaamse Radio 2 Top 30 niet bereikt. Ook in Wallonië werd géén notering behaald.
Wél werd de plaat ook in België een radiohit.